# Totò terzo uomo
Totò terzo uomo é um filme italiano de 1951, dirigido por Mario Mattoli.

## Sinopse
Numa pequena aldeia vivem Pedro e Paulo, dois gémeos de carácter oposto. Pedro é o presidente do município, duro e exigente, que mal deixa falar a esposa (Bice Valori). Paulo é o contrário, adora mulheres, como a de Oreste (Carlo Campanini), em detrimento da esposa. A disputa entre os dois irmãos alarga-se a todo o município, pois a construção da cadeia, que dará trabalho a muitos, fica situada em terrenos que pertencem a Paulo; mas apesar de haver acordo municipal para a aquisição dos terrenos, Pedro não deixa avançar os trabalhos, com medo de ser acusado de favorecer o irmão. A tentar aproveitar-se da situação está o alfaiate Anacleto (Aroldo Tieri), que conheceu na cadeia um terceiro irmão gémeo de Pedro e Paulo, Totò. O objectivo é que, disfarçado de Pedro, Totò se apodere do dinheiro que se destina a Paulo. Mas Totò vai comportar-se de modo muito diferente do habitual em Pedro, provocando muitas situações equívocas. Para aumentar a confusão, o dinheiro é enviado para casa de Paulo e Totò vai tentar recuperá-lo, fazendo mais confusão com a mulher e a empregada do dono da casa. Oreste, louco de ciúmes, tenta apanhar Totò, pensando que é Paulo, mas ele consegue escapar. Entretanto, no tribunal, depois da confusão gerada, começam a suspeitar da existência de um terceiro gémeo. 

## Elenco
Totò: Pietro-Paolo-Totò